# Харрис, Тобиас
Тобиас Харрис (англ. Tobias Harris; род. 15 июля 1992 года в Айслипе, Нью-Йорк) — американский профессиональный баскетболист, выступающий за команду Национальной баскетбольной ассоциации «Детройт Пистонс». Играет на позициях лёгкого и тяжёлого форварда. На драфте НБА 2011 года был выбран под общим 19-м номером командой «Шарлотт Бобкэтс».

## Профессиональная карьера

### Милуоки Бакс (2011—2013)
23 июня 2011 года Харрис был выбран на драфте НБА под общим 19-м номером клубом «Шарлотт Бобкэтс», однако в тот же день был продан в «Милуоки». 10 декабря 2011 года подписал контракт новичка с «Милуоки Бакс». Дебютировал в НБА 7 января 2012 года в матче против «Клипперс». 8 января в матче против «Санз» с 15 очками стал лучшим игроком матча. В сезоне принял участие в 42 матчах и девять раз выходил в стартовой пятёрке, в среднем набирая 5 очков, совершая 2,4 подбора и 0,5 передач за 11,4 минут в среднем за матч.
24 октября 2012 года «Бакс» продлили контракт игрока вплоть до сезона 2013-14.

### Орландо Мэджик (2013—2016)

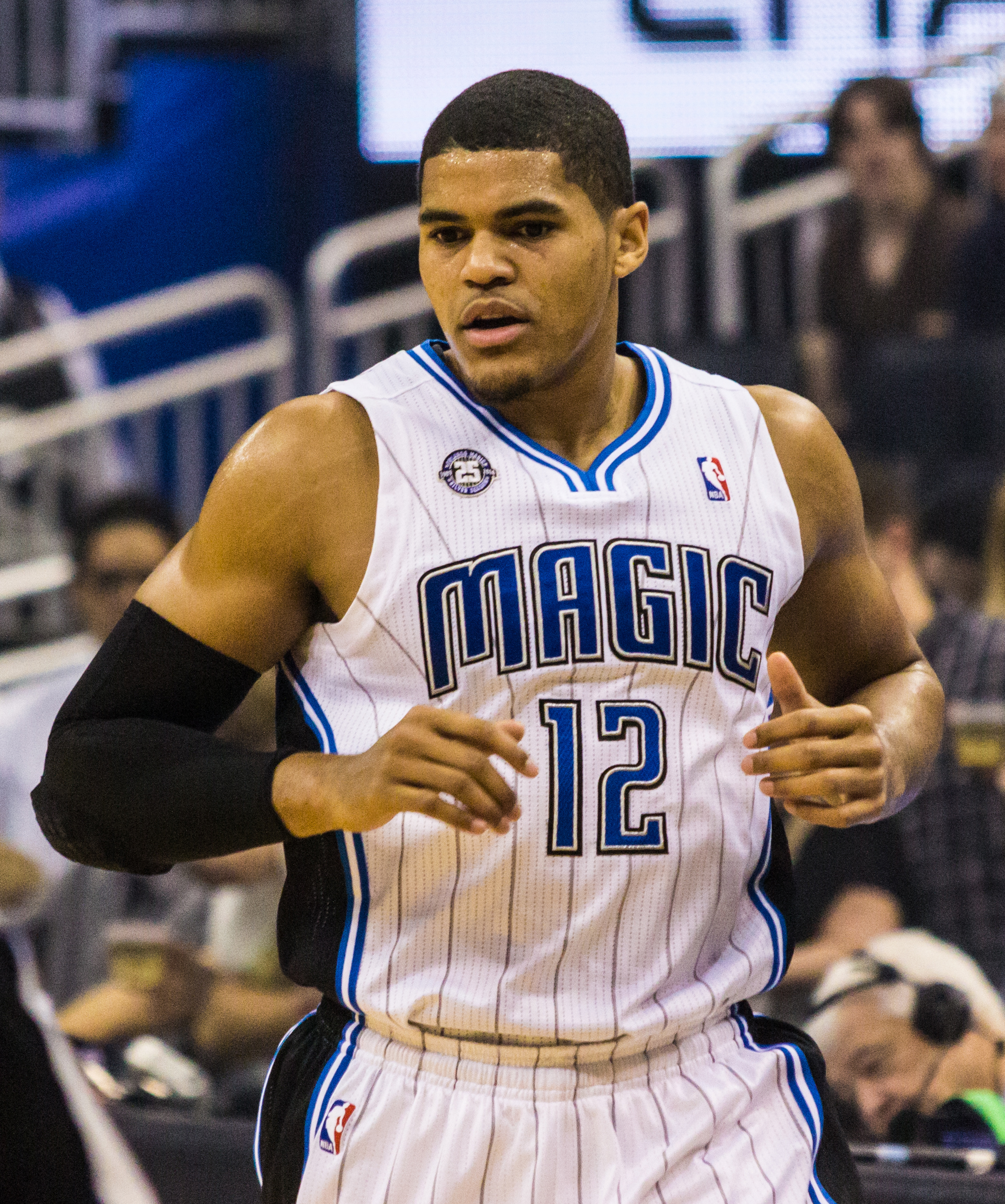
Харрис в декабре 2013 года

21 февраля 2013 года Харрис вместе с Дороном Лэмбом и Бено Удрихом был продан в «Орландо Мэджик», в обратную сторону отправились Джей Джей Редик, Густаво Айон и Иш Смит. Игровое время в «Орландо» у Харриса существенно выросло, что сразу же отразилось на статистике. По набранным очкам — практически втрое, по подборам — вчетверо, также улучшились показатели по результативным передачам и блок-шотам. 26 октября 2013 года «Мэджик» использовали опцию для контракта новичка и расширили его на сезон 2014-15 годов.
24 января 2014 года Харрис набрал лучшие показатели в НБА, совершив дабл-дабл из 28 очков и 20 подборов, а его команда победила «Лейкерс» со счётом 114—105. 2 марта 2014 года улучшил личную статистику, набрав 31 очко в победном матче против «Филадельфии» (92-81). 6 февраля 2015 года Харрис установил новый рекорд по результативности, набрав 34 очка, а команда победила «Лос-Анджелес Лейкерс» со счётом 103-97. 14 июля 2015 года Харрис подписал новый контракт с «Орландо» сроком на четыре года и стоимостью $64 млн.

### Детройт Пистонс (2016—2018)
16 февраля 2016 года он был обменян в «Детройт Пистонс», взамен «Орландо Мэджик» получили Эрсана Ильясова и Брендона Дженнингса. «Детройт» закончил регулярный сезон на восьмом месте в Восточной конференции с результатом побед и поражений 44-38 и впервые с 2009 года попал в плей-офф. Однако из-за низкого места посева в первом же раунде команде достался «Кливленд Кавальерс», а «Пистонс» проиграли в серии 4-0.
23 декабря 2016 года Харрис впервые вышел со скамейки в сезоне 2016-17 и набрал лучший в сезоне показатель в 26 очков, однако его команда проиграла со счётом 119—113 «Голден Стэйт Уорриорз». 11 марта 2017 года вновь обновил рекорд, набрав 28 очков, а команда победила «Нью-Йорк Никс» (112-92).
25 октября 2017 года Харрис повторил свой рекорд, набрав 34 очка, а его команда со счётом 122—101 переиграла «Миннесоту». 13 ноября 2017 года стал Игроком недели в Восточной конференции (6-12 ноября). 26 декабря 2017 года набрал 21 из 30 очков в первой четверти матча против «Индианы».

### Лос-Анджелес Клипперс (2018—2019)
29 января 2018 года вместе с Эйвери Брэдли и Бобаном Марьяновичем был обменян в «Лос-Анджелес Клипперс». Дебютировал за новую команду 3 февраля 2018 года, набрал 24 очка в победном матче (113—103) против «Чикаго Буллз». Постепенно стал одним из лидеров команды после ухода Блэйка Гриффина. По ходу сезона несколько раз становился лучшим игроком недели и месяца в Западной конференции. 17 декабря 2018 года набрал рекордные в карьер 39 очков в матче против «Портленда», однако его команда проиграла со счётом 131—127.

### Филадельфия Севенти Сиксерс (2019—настоящее время)
6 февраля 2019 года Харрис был обменян вместе с Бобаном Марьяновичем и Майком Скоттом в «Филадельфию Севенти Сиксерс» в обмен на Уилсона Чендлера, Майка Мускалу, Лэндри Шэмета и ряд будущих драфт-пиков. Через два дня Харрис дебютировал за новый клуб, набрав 14 очков и сделав 8 подборов.
6 июля 2019 года «Сиксерс» переподписали Харриса на пять лет на сумму 180 миллионов долларов.
4 января 2021 года Харрис был назван игроком недели в Восточной конференции. 6 января Харрис набрал свое 10 000-е очко в карьере в игре мате против «Вашингтон Уизардс».
16 апреля 2022 года в первой игре первого раунда плей-офф Харрис набрал 26 очков и отдал шесть передач в победе над «Торонто Рэпторс» со счетом 131-111.

## Статистика

### Статистика в НБА
| Сезон                                                                                    | Команда     | Регулярный сезон | Регулярный сезон | Регулярный сезон | Регулярный сезон | Регулярный сезон | Регулярный сезон | Регулярный сезон | Регулярный сезон | Регулярный сезон | Регулярный сезон | Регулярный сезон | Серия плей-офф | Серия плей-офф | Серия плей-офф | Серия плей-офф | Серия плей-офф | Серия плей-офф | Серия плей-офф | Серия плей-офф | Серия плей-офф | Серия плей-офф | Серия плей-офф |
| Сезон                                                                                    | Команда     | GP               | GS               | MPG              | FG%              | 3P%              | FT%              | RPG              | APG              | SPG              | BPG              | PPG              | GP             | GS             | MPG            | FG%            | 3P%            | FT%            | RPG            | APG            | SPG            | BPG            | PPG            |
| ---------------------------------------------------------------------------------------- | ----------- | ---------------- | ---------------- | ---------------- | ---------------- | ---------------- | ---------------- | ---------------- | ---------------- | ---------------- | ---------------- | ---------------- | -------------- | -------------- | -------------- | -------------- | -------------- | -------------- | -------------- | -------------- | -------------- | -------------- | -------------- |
| 2011/12                                                                                  | Милуоки     | 42               | 9                | 11,4             | 46,7             | 26,1             | 81,5             | 2,4              | 0,5              | 0,3              | 0,2              | 5,0              | Не участвовал  | Не участвовал  | Не участвовал  | Не участвовал  | Не участвовал  | Не участвовал  | Не участвовал  | Не участвовал  | Не участвовал  | Не участвовал  | Не участвовал  |
| 2012/13                                                                                  | Милуоки     | 28               | 14               | 11,6             | 46,1             | 33,3             | 88,5             | 2,0              | 0,5              | 0,3              | 0,3              | 4,9              | Не участвовал  | Не участвовал  | Не участвовал  | Не участвовал  | Не участвовал  | Не участвовал  | Не участвовал  | Не участвовал  | Не участвовал  | Не участвовал  | Не участвовал  |
| 2012/13                                                                                  | Орландо     | 27               | 20               | 36,1             | 45,3             | 31,0             | 72,1             | 8,5              | 2,1              | 0,9              | 1,4              | 17,3             | Не участвовал  | Не участвовал  | Не участвовал  | Не участвовал  | Не участвовал  | Не участвовал  | Не участвовал  | Не участвовал  | Не участвовал  | Не участвовал  | Не участвовал  |
| 2013/14                                                                                  | Орландо     | 61               | 36               | 30,3             | 46,4             | 25,4             | 80,7             | 7,0              | 1,3              | 0,7              | 0,4              | 14,6             | Не участвовал  | Не участвовал  | Не участвовал  | Не участвовал  | Не участвовал  | Не участвовал  | Не участвовал  | Не участвовал  | Не участвовал  | Не участвовал  | Не участвовал  |
| 2014/15                                                                                  | Орландо     | 68               | 63               | 34,8             | 46,6             | 36,4             | 78,8             | 6,3              | 1,8              | 1,0              | 0,5              | 17,1             | Не участвовал  | Не участвовал  | Не участвовал  | Не участвовал  | Не участвовал  | Не участвовал  | Не участвовал  | Не участвовал  | Не участвовал  | Не участвовал  | Не участвовал  |
| 2015/16                                                                                  | Орландо     | 49               | 49               | 32,9             | 46,4             | 31,1             | 78,4             | 7,0              | 2,0              | 1,0              | 0,6              | 13,7             | Не участвовал  | Не участвовал  | Не участвовал  | Не участвовал  | Не участвовал  | Не участвовал  | Не участвовал  | Не участвовал  | Не участвовал  | Не участвовал  | Не участвовал  |
| 2015/16                                                                                  | Детройт     | 27               | 25               | 33,5             | 47,7             | 37,5             | 91,1             | 6,2              | 2,6              | 0,7              | 0,4              | 16,6             | 4              | 4              | 39,1           | 45,7           | 33,3           | 92,3           | 9,5            | 3,0            | 0,8            | 0,8            | 14,5           |
| 2016/17                                                                                  | Детройт     | 82               | 48               | 31,3             | 48,0             | 34,6             | 84,1             | 5,1              | 1,7              | 0,7              | 0,5              | 16,1             | Не участвовал  | Не участвовал  | Не участвовал  | Не участвовал  | Не участвовал  | Не участвовал  | Не участвовал  | Не участвовал  | Не участвовал  | Не участвовал  | Не участвовал  |
| 2017/18                                                                                  | Детройт     | 48               | 48               | 32,6             | 45,1             | 40,9             | 84,6             | 5,1              | 2,0              | 0,7              | 0,3              | 18,1             | Не участвовал  | Не участвовал  | Не участвовал  | Не участвовал  | Не участвовал  | Не участвовал  | Не участвовал  | Не участвовал  | Не участвовал  | Не участвовал  | Не участвовал  |
| 2017/18                                                                                  | Клипперс    | 32               | 32               | 34,5             | 47,3             | 41,4             | 80,0             | 6,0              | 3,1              | 1,2              | 0,6              | 19,3             | Не участвовал  | Не участвовал  | Не участвовал  | Не участвовал  | Не участвовал  | Не участвовал  | Не участвовал  | Не участвовал  | Не участвовал  | Не участвовал  | Не участвовал  |
| 2018/19                                                                                  | Клипперс    | 55               | 55               | 34,6             | 49,6             | 43,4             | 87,7             | 7,9              | 2,7              | 0,7              | 0,4              | 20,9             | Не участвовал  | Не участвовал  | Не участвовал  | Не участвовал  | Не участвовал  | Не участвовал  | Не участвовал  | Не участвовал  | Не участвовал  | Не участвовал  | Не участвовал  |
| 2018/19                                                                                  | Филадельфия | 27               | 27               | 35,0             | 46,9             | 32,6             | 84,1             | 7,9              | 2,9              | 0,4              | 0,5              | 18,2             | 12             | 12             | 36,9           | 42,5           | 34,9           | 84,6           | 9,1            | 4,0            | 1,1            | 0,5            | 15,5           |
| 2019/20                                                                                  | Филадельфия | 72               | 72               | 34,3             | 47,1             | 36,7             | 80,6             | 6,9              | 3,2              | 0,7              | 0,6              | 19,6             | 4              | 4              | 37,2           | 38,3           | 13,3           | 78,9           | 9,5            | 4,0            | 0,5            | 0,3            | 15,8           |
| 2020/21                                                                                  | Филадельфия | 62               | 62               | 32,5             | 51,2             | 39,4             | 89,2             | 6,8              | 3,5              | 0,9              | 0,8              | 19,5             | 12             | 12             | 36,5           | 48,8           | 37,2           | 87,5           | 8,5            | 3,5            | 1,0            | 0,4            | 21,8           |
| 2021/22                                                                                  | Филадельфия | 73               | 73               | 34,8             | 48,2             | 36,7             | 84,2             | 6,8              | 3,5              | 0,6              | 0,6              | 17,2             | 12             | 12             | 38,8           | 50,0           | 38,6           | 86,4           | 7,6            | 2,9            | 1,1            | 0,8            | 16,9           |
| 2022/23                                                                                  | Филадельфия | 74               | 74               | 32,9             | 50,1             | 38,9             | 87,6             | 5,7              | 2,5              | 0,9              | 0,5              | 14,7             | 11             | 11             | 35,6           | 52,2           | 36,6           | 86,7           | 7,3            | 1,6            | 0,6            | 0,5            | 15,3           |
| 2023/24                                                                                  | Филадельфия | 70               | 70               | 33,8             | 48,7             | 35,3             | 87,8             | 6,5              | 3,1              | 1,0              | 0,7              | 17,2             | 6              | 6              | 36,4           | 43,1           | 33,3           | 100,0          | 7,2            | 1,5            | 0,2            | 0,5            | 9,0            |
|                                                                                          | Всего       | 897              | 777              | 31,7             | 47,8             | 36,8             | 83,5             | 6,2              | 2,4              | 0,8              | 0,5              | 16,3             | 61             | 61             | 37,1           | 47,1           | 34,9           | 86,3           | 8,2            | 3,0            | 0,8            | 0,6            | 16,3           |
| Наведите курсор мыши на аббревиатуры в заголовке таблицы, чтобы прочесть их расшифровку. |             |                  |                  |                  |                  |                  |                  |                  |                  |                  |                  |                  |                |                |                |                |                |                |                |                |                |                |                |

### Статистика в NCAA
| Сезон | Команда  | Conf  | Class | GP | GS | MPG  | FG%  | 3P%  | FT%  | RPG | APG | SPG | BPG | PPG  |
| --- | -------- | ----- | ----- | -- | -- | ---- | ---- | ---- | ---- | --- | --- | --- | --- | ---- |
| 2010/11 | Теннесси | SEC   | FR    | 34 | 33 | 29,2 | 46,0 | 30,3 | 75,3 | 7,3 | 1,3 | 0,7 | 0,9 | 15,3 |
| Всего | Всего    | Всего | Всего | 34 | 33 | 29,2 | 46,0 | 30,3 | 75,3 | 7,3 | 1,3 | 0,7 | 0,9 | 15,3 |
| Наведите курсор мыши на аббревиатуры в заголовке таблицы, чтобы прочесть их расшифровку Статистика приведена с сайта sports-reference.com |          |       |       |    |    |      |      |      |      |     |     |     |     |      |